# Tyndale-Bibelübersetzung

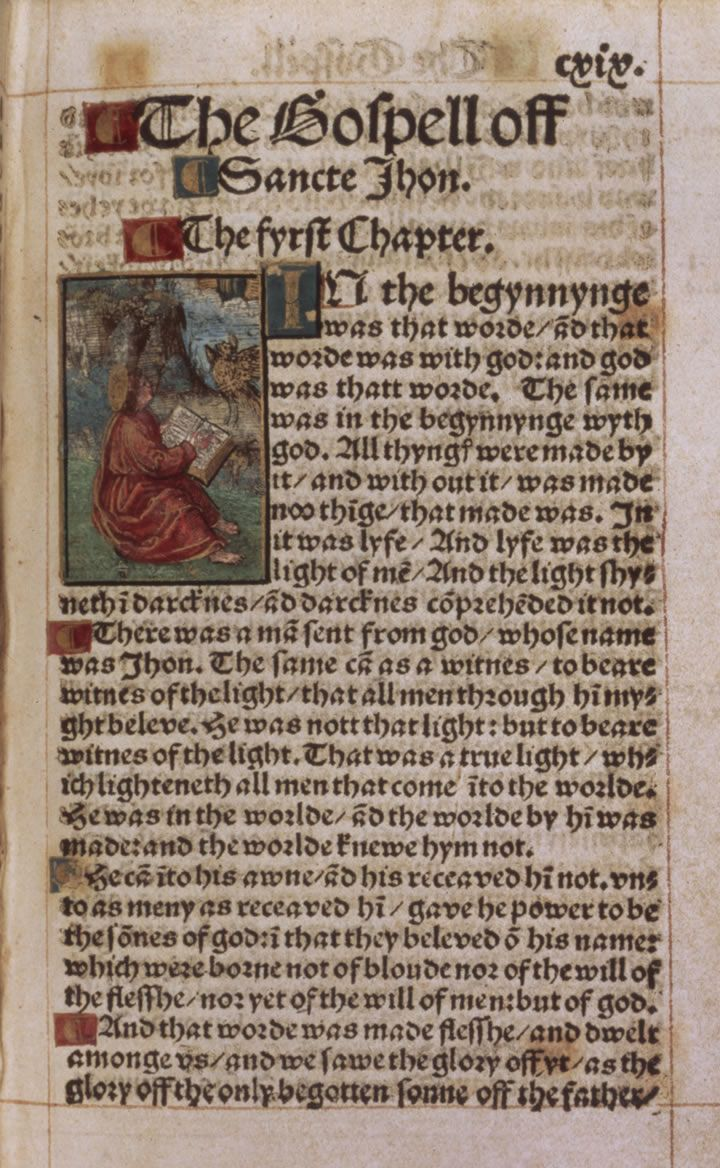
Beginn des Johannes-Evangeliums aus dem Wormser Druck von 1526

Tyndales Bibelübersetzung (engl. Tyndale's Bible translation) ist die Bezeichnung für die englische Bibelübersetzung, die von William Tyndale seit 1525 herausgebracht wurde.

## Übersetzung
Der junge englische Theologe William Tyndale begann in den 1520er Jahren, die Bibel zu übersetzen und zu drucken. Da für seine Arbeit keine Genehmigung des englischen Königs sowie der katholischen Kirche vorlag, verließ er England und arbeitete an der Übersetzung in deutschsprachigen Landen. Der Großteil von William Tyndales Leben war von dieser Arbeit geprägt. Um drohenden Festnahmen zu entgehen, änderte er mehrfach seinen  Aufenthaltsort. Dennoch gelang es ihm, im Laufe seines Lebens seine nach und nach übersetzten englischen Bibeltexte drucken zu lassen. Bei seiner Übersetzung verwendete Tyndale den griechischen Urtext des Neuen Testaments und den hebräischen Urtext des Alten Testaments, die Vulgata sowie die Lutherbibel.
1525 ließ er in Köln das Neue Testament drucken. Der Druck musste jedoch abgebrochen werden, da Tyndale die Verhaftung drohte. So reicht diese Fassung nur bis in die Mitte von Matthäus 22. Die Fassung ist mit Randbemerkungen sowie einem Vorwort ausgestattet. 1526 gelang es Tyndale in Worms, sein Neues Testament erstmals vollständig drucken zu lassen. In dieser Ausgabe war wegen ihrer geringeren Größe weniger Platz für seine Anmerkungen. Auch das Vorwort wurde ausgespart.
1530 ließ er erstmals seine Übersetzung des Alten Testaments drucken. Sie ist mit Randbemerkungen sowie Vorworten ausgestattet. Ungefähr 1531 veröffentlichte Tyndale seine Übersetzung von Jona. Dieser Text besaß ebenfalls ein Vorwort Tyndales, jedoch keine Randbemerkungen. Das Buch Jona hatte für viele Reformatoren eine besondere Bedeutung, auch Martin Luther hatte es 1526 als separate Schrift veröffentlicht.
1534 veröffentlichte Tyndale eine Revision seines Neuen Testaments, die mit Vorworten ausgestattet ist.
Ein Jahr später wurde Tyndale verhaftet und 1536 hingerichtet. Unklar ist, wie weit er vor seiner Haft mit der Übersetzung gelangt war und ob er in der Haft Gelegenheit hatte, weiter an der Übersetzung zu arbeiten.
1537 erschien die Matthew-Bibel, in der die Bücher Josua, Richter, Rut, 1. Samuel, 2. Samuel, 1. Könige, 2. Könige, 1. Chronik und 2. Chronik abgedruckt waren. Aus David Daniells Sicht sind diese biblischen Bücher ebenfalls Tyndales Werk.
Tyndales Bibelübersetzung blieb bis zu seinem Tod unvollständig, hatte aber großen Einfluss auf alle folgenden Bibelübersetzungen.

## Bibeleditionen
- The Beginning of the New Testament Translated by William Tyndale 1525. Facsimile of the Unique Fragment of the uncompleted Cologne Edition. With an Introduction by Alfred W. Pollard. Oxford: Clarendon Press, 1926
- The New Testament 1526. A Facsimile of the 1526 Edition. Translated by William Tyndale. With an Introduction by David Daniell  London: Hendrickson Bibles, 2008
- The New Testament. Translated by William Tyndale. The text of the Worms edition of 1526 spelling. Edited for the Tyndale Society by W.R. Cooper. With a Preface by David Daniell  London: Hendrickson Bibles, Gedruckt in Italien, 2000
- Tyndale's Óld Testament. Being the Penteteuch of 1530, Joshua to 2 Chronicles of 1537, and Jonah. Translated by William Tyndale. In a modern-spelling edition and with an introduction by David Daniell, New Haven und London, 1991
- Tyndales's New Testament. Translated from the Greek by William Tyndale in 1534. In a modern-spelling edition and with an introduction by David Daniell, New Haven und London, 1989